# Mark Gordon
Mark Gordon (10 de octubre de 1956, Newport News, Virginia, Estados Unidos) es un productor de televisión y de cine estadounidense. Presidió (2010-2014) el Gremio de Productores de América, en donde funge desde entonces como presidente emérito.

## Antecedentes
Gordon nació en Newport News, Virginia , el 10 de octubre de 1956, en una familia de la comunidad judía. Se graduó en la Escuela de Cine de la Universidad de Nueva York.
Se casó en 1997 con Karen Villeneuve, una emprendedora social y exmodelo canadiense. La pareja tuvo dos hijas, y se divorciaron en el 2003. El 18 de junio del 2011, su exesposa se casó con el hermano de la princesa Diana de Gales, Charles Spencer, noveno conde Spencer. Ella dio a luz a su séptimo hijo en julio del 2012. Mark se casó con Sally Whitehill en diciembre del 2011.

## Carrera
Su primera producción fue para "The Buddy System", en Broadway , en el círculo en el centro de la plaza. Él producirá la adaptación de la próxima película del cómic de Dark Horse The Strange Case of Hyde.

## Créditos
- How to Be a Perfect Person in Just Three Days (TV)
- ABC Afterschool Special (producer) (TV) (2 episodios, 1984–1985)
- CBS Schoolbreak Special (producer) (TV) (2 episodios, 1985–1995)
- CBS Summer Playhouse (producer) (TV) (1 episodio, 1987)
- Double Switch (1987) (TV) (productor)
- Brothers in Arms
- Opportunity Knocks (1990) (productor)
- Love Kills (1991) (TV) (executive producer)
- Lightning Field (1991) (TV) (Productor ejecutivo)
- Traces of Red (1992) (productor)
- Swing Kids (1993) (productor)
- Fly by Night (1993) (producer)
- Trial by Jury (1994) (productor)
- The Man Who Wouldn't Die (1994) (TV) (Productor ejecutivo)
- Speed (1994/I) (productor)
- A Pyromaniac's Love Story (1995) (productor)
- Broken Arrow (1996) (productor)
- The Ripper (1997) (TV) (Productor ejecutivo)
- The Jackal (1997) (Productor ejecutivo)
- Speed 2: Cruise Control (1997) (Productor ejecutivo)
- The Relic (1997) (Productor ejecutivo)
- Saving Private Ryan (1998) (productor)
- Black Dog (1998) (Productor ejecutivo)
- Paulie (1998) (productor)
- Hard Rain (1998) (productor)
- A Simple Plan
- All the Rage (1999) (Productor ejecutivo)
- Virus (1999) (Productor ejecutivo)
- Isn't She Great
- The Patriot (2000) (productor)
- Self Storage (2002) (Productor ejecutivo)
- Footsteps (2003) (TV) (productor ejecutivo)
- And Starring Pancho Villa as Himself (2003) (TV) (Productor ejecutivo)
- The League of Extraordinary Gentlemen (2003) (Productor ejecutivo)
- The Day After Tomorrow (2004)(productor)
- Laws of Attraction (2004) (Productor ejecutivo)
- Warm Springs (2005) (TV) (Productor ejecutivo)
- Hostage (2005/I) (productor)
- Life of the Party (2005) (Productor ejecutivo)
- The Matador (2005) (Productor ejecutivo)
- LAX (TV)
- Casanova
- Prime (2005) (Productor ejecutivo)
- Winter Passing (2005) (Productor ejecutivo)
- The Painted Veil (2006) (Productor ejecutivo)
- The Hoax (2006) (productor)
- A House Divided (2006) (TV) (Productor ejecutivo)
- Talk to Me (2007) (productor)
- Army Wives (TV)
- 10,000 B.C. (2008) (productor)
- Heart of a Dragon (2008) (Productor ejecutivo)
- Reaper (TV)
- Private Practice (TV)
- Criminal Minds (TV)
- Grey's Anatomy (TV)
- The Messenger (2009) (productor)
- 12 Rounds (2009) (productor)
- Bunny Lake Is Missing
- Killing Pablo
- Don't Look Now
- 2012
- Las Crónicas De Narnia: La Silla De Plata TBA

## Premios y distinciones
Premios Óscar
| Año  | Categoría      | Película               | Resultado |
| ---- | -------------- | ---------------------- | --------- |
| 1999 | Mejor Película | Salvar al soldado Ryan | Nominado  |